# Nuoto di fondo ai campionati europei di nuoto 2022 - 5 km femminili
La gara dei 5 km in acque libere femminile ai Campionati europei di nuoto 2022 si è svolta il 20 agosto al Lido di Ostia, in Italia.

## Medaglie
| Posizione | Atleti                | Paese       |
| --------- | --------------------- | ----------- |
| Oro       | Sharon van Rouwendaal | Paesi Bassi |
| Argento   | María de Valdés       | Spagna      |
| Bronzo    | Giulia Gabbrielleschi | Italia      |

## Risultati
La gara ha avuto inizio alle 10:00 (UTC+1 ora locale).
| Pos.    | Atleta                 | Nazionalità | Tempo     |
| ------- | ---------------------- | ----------- | --------- |
| Oro     | Sharon van Rouwendaal  | Paesi Bassi | 56:58.7   |
| Argento | María de Valdés        | Spagna      | 57:00.2   |
| Bronzo  | Giulia Gabbrielleschi  | Italia      | 57:00.3   |
| 4       | Angélica André         | Portogallo  | 57:00.4   |
| 5       | Leonie Beck            | Germania    | 57:01.1   |
| 6       | Aurélie Muller         | Francia     | 57:03.3   |
| 7       | Lea Boy                | Germania    | 57:06.2   |
| 8       | Madelon Catteau        | Francia     | 57:22.6   |
| 9       | Mafalda Rosa           | Portogallo  | 57:29.0   |
| 10      | Martina De Memme       | Italia      | 57:36.9   |
| 11      | Sofie Callo von Platen | Italia      | 57:54.3   |
| 12      | Jeannette Spiwoks      | Germania    | 57:58.6   |
| 13      | Alena Benešová         | Rep. Ceca   | 58:19.8   |
| 14      | Eva Fabian             | Israele     | 58:21.3   |
| 15      | Katja Fain             | Slovenia    | 59:39.9   |
| 16      | Ángela Martínez        | Spagna      | 59:43.0   |
| 17      | Fleur Lewis            | Regno Unito | 59:58.3   |
| 18      | Arianna Valloni        | San Marino  | 1:00:00.8 |
| 19      | Kennedy Denby          | Regno Unito | 1:00:32.3 |
| 20      | Gablan Orian           | Israele     | 1:02:26.7 |